# Exocuticule
 (janvier 2012).
Si vous disposez d'ouvrages ou d'articles de référence ou si vous connaissez des sites web de qualité traitant du thème abordé ici, merci de compléter l'article en donnant les références utiles à sa vérifiabilité et en les liant à la section « Notes et références ».

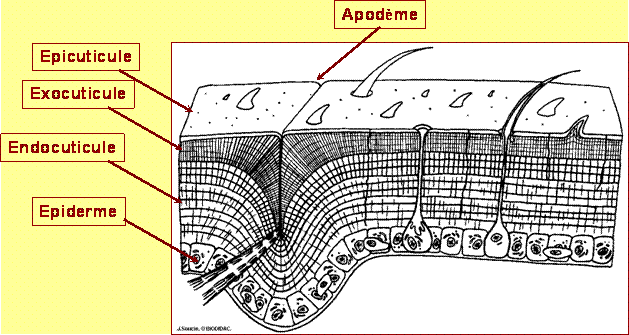
L'exocuticule (au milieu) est la partie la plus rigide de la cuticule.

L’exocuticule est la couche intermédiaire de la cuticule. Elle est composée essentiellement de protéines durcies nommées les tannées (en particulier de l’arthropodine (de) et de la sclérotine) qui sont responsables de la rigidité de la cuticule et minoritairement de chitine. La mélanine est également présente donne la coloration brunâtre-noirâtre de nombreux arthropodes.